# Перерыта
Перерыта (рум. Pererîta) — село в Бричанском районе Молдавии. Относится к сёлам, не образующим коммуну.

## География
Село расположено на севере страны, на левом берегу Прута возле границы с Румынией, на высоте 143 метров над уровнем моря.

## Население
По данным переписи населения 2004 года, в селе Перерыта проживает 1844 человека (882 мужчины, 962 женщины).
Этнический состав села:
| Национальность | Число жителей | Процентный состав |
| -------------- | ------------- | ----------------- |
| молдаване      | 1790          | 97.07             |
| украинцы       | 29            | 1.57              |
| русские        | 14            | 0.76              |
| румыны         | 8             | 0.43              |
| болгары        | 1             | 0.05              |
| прочие         | 2             | 0.11              |
| Всего          | 1844          | 100 %             |

## Известные жители
- Виеру, Григорий Павлович (1935—2009) — молдавский поэт.

## Достопримечательности
- Возле села расположен живописный природный заповедник.
- В 2015 году в селе был открыт дом-музей Григоре Виеру.[9]